# Lahmacun
Lahmacun je pokrm připravovaný v Turecku, Arménii, Kypru a dalších zemích Blízkého východu jako rychlé pouliční občerstvení. Má podobu tenké placky o průměru okolo 20 cm z kynutého těsta, která je nahoře obložená mletým skopovým masem a zeleninou (rajčata, paprika, cibule, česnek) ochucenou petrželkou, chilli papričkami a citrónovou šťávou. Placka se upeče v peci, podává se svinutá do ruličky a jí se teplá. Častou přílohou je pečený lilek.
Název pochází z arabského výrazu لحم بعجين, laḥm bi-ʿaǧīn (maso s těstem).  